# 西八條實
西八條 實（にしはちじょう みのる、1922年11月15日- 2015年2月1日 ）は、日本の経営者、工学博士。島津製作所社長、会長を務めた。

## 来歴・人物
京都府京都市出身。1945年に京都帝国大学工学部を卒業し、京大大学院に進学したが、1947年7月に中退し、島津製作所に入社。1973年11月に取締役に就任し、常務、専務を経て、1985年3月に副社長に就任し、翌年6月には社長に昇格した。1992年6月から会長を務め、1998年6月から相談役を務めた。
1986年11月には藍綬褒章を受章し、1993年4月には勲二等瑞宝章を受章した。
2015年2月1日、老衰のために死去。92歳没。